# Jane Gardiner
Jane Arden Gardiner (Beverley, Yorkshire 1758–1840) foi uma professora e gramática britânica, e uma das primeiras amigas de Mary Wollstonecraft.

## Obras
Gardiner foi autora de vários textos educativos. Em 1799 ela publicou seu Young Ladies' Grammar, uma gramática incomum que usava o francês como modelo para a gramática inglesa. Em 1801 ela publicou dois volumes chamados de Exercícios de Inglês. Ela seguiu com um diário de viagem intitulado An Excursion from London to Dover, in Two Volumes (1806), e outra gramática chamada An Easy French Grammar (1808).